# Peter Patzak
Peter Patzak   (Viena, 2 de gener de 1945 - Krems an der Donau, 11 de març de 2021) fou un director de cinema austríac, artista interdisciplinari que es va dedicar al cinema després d'estudiar història de l'art, psicologia i pintura.

## Biografia
Patzak era fill d'un oficial de policia amb el grau de major, segons va determinar amb motiu de la presentació de la pel·lícula Kottan ermittelt: Rien ne va plus al Gartenbaukino de Viena al programa de televisió Seitenblicke.
Com a pintor, el 1962 va exposar per primera vegada, després es van mostrar els seus quadres des de Basilea fins a Nova York; el 1996 es va poder visitar una retrospectiva de Peter Patzak (obres del 1961 al 1996) al Saarland Künstlerhaus. El 2005, una de les seves obres es va subhastar a eBay en benefici del Fons Hermann Gmeiner d'Alemanya.
Del 1968 al 1970 va treballar a Nova York. Després de tornar a Viena, va fer el seu primer llargmetratge Die Situation (1972). Peter Patzak també ha dirigit nombroses pel·lícules de televisió; el va fer famós la paròdia de la pel·lícula policíaca Kottan ermittelt, que va produir per a l'ORF durant set anys des del 1976. El 1978 va presentar una aclamada adaptació cinematogràfica de Das Einhorn de Martin Walser, on el mateix Walser va treballar en el guió i posteriorment va elogiar l'adaptació.
Com a director va rebre nombrosos guardons com el premi al director a la Biennal de Venècia, el premi Max Ophüls, el premi Adolf Grimme, el Golden Romy, el premi del Festival de Cinema de Berlín i el premi UNESCO. La seva pel·lícula Kassbach – Ein Porträt va participar al 29è Festival Internacional de Cinema de Berlín i Wahnfried fou projectada fora de competició al 40è Festival Internacional de Cinema de Canes. El 1997 va dirigir Shanghai 1937, adaptació de la novel·la de Vicki Baum Hotel Shanghai que va participar al 20è Festival Internacional de Cinema de Moscou.
Des del 1993 impartia classes de direcció a l'Acadèmia de Cinema de Viena. Com a actor, va participar principalment en produccions televisives austríaques i en cameos a les seves pròpies pel·lícules.

## Filmografia selecta
- Die Situation (1974)
- Parapsycho - Spektrum der Angst (1975)
- Kottan ermittelt (1976–1983, sèrie de televisió)
- Zerschossene Träume (1976)
- Das Einhorn (1978, basat en la novel·la de Martin Walser)
- Santa Lucia (1979,telefilm)
- Kassbach – Ein Porträt (1979)
- Den Tüchtigen gehört die Welt (1982)
- Tramps (1983)
- Tiger – Frühling in Wien (1984)
- Die Försterbuben (1984, telefilm basat en la novel·la de Peter Rosegger)
- Wahnfried (1986, pel·lícula sobre Richard Wagner)
- Der Joker (1987)
- Camillo Castiglioni oder die Moral der Haifische (1988, telefilm sobre Camillo Castiglioni)
- Killing Blue (1988)
- Frau Berta Garlan (1989, telefilm basat en la novel·la de Arthur Schnitzler)
- Gavre Princip – Himmel unter Steinen (1990, telefilm sobre Gavrilo Princip, basat en la novel·la de Hans Koning)
- Lex Minister (1990)
- St. Petri Schnee (1991, telefilm, basat en la novel·la de Leo Perutz)
- Rochade (1992, telefilm, basat en la novel·la de Ladislav Mňačko)
- Im Kreis der Iris (1992, telefilm, basat en una història de Franz Nabl)
- Das Babylon Komplott (1993, telefilm)
- 1945 (1994, telefilm)
- Tödliche Besessenheit (1994, telefilm)
- Jenseits der Brandung (1995, telefilm)
- Brennendes Herz (1996, basat en les memòries de Gustav Regler)
- Shanghai 1937 (1997, telefilm, basat en la novel·la de Vicki Baum)
- Mörderisches Erbe (1998, telefilm)
- Schmetterlingsgefühle (1998, telefilm)
- Sweet Little Sixteen (1999, telefilm)
- Die Entführung (1999, telefilm)
- Gefangen im Jemen (1999, telefilm)
- Der Mörder in dir (2000, telefilm)
- Denk ich an Deutschland  – Adeus und Goodbye (2001, sèrie documental)
- Die achte Todsünde: Toskana-Karussell (2002, telefilm)
- Die Wasserfälle von Slunj (2002, telefilm, basat en la novel·la de Heimito von Doderer)
- Herz ohne Krone (2003, telefilm)
- Verliebte Diebe (2003, telefilm)
- Sternzeichen (2003)
- Rufer, der Wolf (2005, telefilm)
- Rien ne va plus (2010)